# Noordmeulen (Hondschote)
De Noordmeulen (ook: Moulin du Nord of Noortmeulen) is een windmolen in de gemeente Hondschote in het Franse Noorderdepartement. De molen staat net ten noorden van het dorpscentrum. Het is een standerdmolen die gebruikt werd als korenmolen.
De Noordmeulen dateert minstens uit 1547 en is daarmee de oudste windmolen in het noorden van Frankrijk. De molen draagt echter nog inscripties die het jaar 1127 vermelden, al zouden deze wat later zijn aangebracht en kan deze leeftijd niet echt bewezen worden. De molen behoorde aan de familie Van Hornes, de heren van Hondschote. In 1717 kwam de molen in het bezit van de familie Danes, die lang eigenaar bleef. In de tweede helft van de 19e eeuw was de molen eigendom van de familie Verbrugghe, maar de toestand van de molen ging achteruit. In 1888 werd Hendryckx molenaar en hij liet een koppel molenstenen toevoegen en de molen kreeg aan de buitenkant van de romp zijn karakteristieke uitstulping. Molenaar Eugène Vercruyce zorgde in de loop van de jaren 1940 voor een herstelling van de molen. In 1980 raakte de molen beschadigd bij een onweer en in 1982 werd de gemeente uiteindelijk eigenaar. In de tweede helft van de jaren 80 werd de molen in twee fasen weer gerestaureerd. In 1977 werd de molen bovendien beschermd als monument historique.